# Tính đồng nhất của loài
Trong sinh thái học, tính đồng nhất của loài là thiếu đa dạng sinh học. Mức đa dạng của loài là đơn vị cơ bản để đánh giá tính đồng nhất của một môi trường. Do đó, bất kỳ sự giảm sút tính đa dạng của loại nào, đặc biệt là các loài đặc hữu, có thể được tranh luận là ủng hộ việc sản xuất một môi trường đồng nhất.

## Độc canh
Tính đồng nhất trong nông lâm nghiệp; đặc biệt, nông nghiệp công nghiệp và lâm nghiệp sử dụng một số lượng hạn chế. Khoảng 7.000 thực vật (2,6% của tất cả các loài thực vật) đã được thu thập hoặc canh tác bởi con người. Trong số này, chỉ có 200 đã được thuần hóa và chỉ một tá đóng góp khoảng 75% lượng calo có nguồn gốc thực vật trên toàn cầu.
95% lượng tiêu thụ protein trên thế giới có nguồn gốc từ một số loài được thuần hóa, ví dụ như gia cầm, gia súc và lợn. Có khoảng 1.000 loài cá thương mại, nhưng trong nuôi trồng thủy sản ít hơn 10 loài thống trị sản xuất toàn cầu. Do đó, sản xuất thực phẩm của con người dựa trên các đỉnh của kim tự tháp đa dạng sinh học, khiến phần lớn các loài không được sử dụng và không được thuần hóa.

## Di cư các loài
Các loài tự nhiên di cư và mở rộng phạm vi của chúng, sử dụng các môi trường sống và tài nguyên mới, ví dụ như diệc bạch. Những cuộc xâm lấn tự nhiên này, sự xâm nhập trong trường hợp không có ảnh hưởng của con người, xảy ra "khi một rào cản can thiệp được gỡ bỏ, hoặc thông qua sự phát triển của các cơ chế vận chuyển sinh học hoặc phi sinh học, có thể vượt qua rào cản". Du nhập, hoặc các cuộc xâm lược qua trung gian của con người, trong thế kỷ trước đã trở nên thường xuyên hơn. Người ta ước tính rằng vào một ngày trung bình, hơn 3.000 loài cô độc đang trên các tàu đi biển.
Sử dụng sự đa dạng của loài làm đơn vị để đánh giá tính đồng nhất toàn cầu, có vẻ như sự hỗ trợ của con người trong việc thành lập loài ngoài hành tinh đã làm nhiều việc để giảm số lượng các loài đặc hữu, đặc biệt là trên các đảo xa. Tuy nhiên, một số môi trường 'loài không đa dạng' có thể có lợi trong sự đa dạng nếu một kẻ xâm lược có thể chiếm một hốc trống. Có thể cho rằng, môi trường đó trở nên đa dạng hơn, đồng thời nó cũng "trở nên giống với phần còn lại của thế giới", mặc dù các tương tác sinh thái giữa kẻ xâm lược và người bản địa có thể là duy nhất. Thật vậy, nhiều loài được nhập tịch tốt đến mức chúng được coi là bản địa, nhưng chúng ban đầu được giới thiệu; với những ví dụ tốt nhất có lẽ là sự giới thiệu của La Mã và Norman về thỏ rừng châu Âu và thỏ châu Âu tương ứng với Anh.
Du nhập các loài không đặc hữu và diệt trừ các loài sau đó có thể xảy ra nhanh chóng đáng kể; tiến độ tiến hóa, tuy nhiên, chậm và "sự thay đổi nhanh chóng [sẽ] dẫn đến một sự làm nghèo hóa lớn". Sự làm nghèo hóa đó thực sự sẽ đánh đồng trong một thế giới giống nhau hơn, vì đơn giản là sẽ có ít loài tạo nên sự khác biệt.